# Valdis Zatlers
Valdis Zalters va néixer a Riga el 22 de març del 1955. Fou el setè President de Letònia. Va guanyar les eleccions presidencials el 31 de maig del 2007 i va accedir al càrrec de president el 8 de juny del mateix any. Està casat amb Litia Zatlere i té tres fills.

## Carrera professional
Valdir Zalters és cirurgià ortopèdic, llicenciat per l'institut de medicina a Riga el 1979. Després dels seus estudis, va treballar a l'hospital de Riga número 2 i el 1985 es va convertir en cap de traumatologia. Va arribar a ser director de Traumatologia i Ortopèdia de l'hospital des de 1994 i cap del consell d'administració des de 1998. Zalters va deixar l'ofici el 5 de juliol de 2007. Zalters va participar en la tasca d'ajuda després del desastre nuclear de Txernòbil. El 27 d'abril del 2007 va rebre la condecoració de nivell 4 l'Orde de les Tres Estrelles (Trīs Zvaigžņu Ordenis), per les seves contribucions en la cura de la salut dels pacients i la promoció de l'ortopèdia a Letònia.

## Carrera política
Entre el 1988 i el 1989, Zalters es va convertir en membre de la junta del Front Popular de Letònia. El 22 de maig de 2007, la coalició parlamentària del Saeima va designar oficialment Zalters com el seu candidat presidencial. Zatlers no és membre de cap partit polític, però havia signat el Manifest del Partit Popular, quan el partit va ser fundat el 1998.

## Controvèrsia
Abans de la seva elecció, va confessar que com a metge havia acceptat donacions privades dels seus pacients. Organismes van qüestionar la legalitat d'aquestes pràctiques, però els partidaris de Zalters van defensar-lo dient que aquesta pràctica era acceptada per molts metges a Letònia. L'organisme que estudiava el cas, la Knabe, va dir que la conducta Zatlers va ser inadequada i no es va finalitzar la investigació sobre l'assumpte fins passats diversos mesos. Finalment, el juliol del 2008, la Knabe va dictaminar que Zalters no havia violat la llei per l'acceptació d'aquestes donacions.